# Couesnon Marches de Bretagne
Couesnon Marches de Bretagne est une communauté de communes française, créée au 1er janvier 2017 et située dans le département d'Ille-et-Vilaine et la région Bretagne.

## Historique
La communauté de communes est créée au 1er janvier 2017 par arrêté préfectoral du 13 décembre 2016. Elle est issue de la fusion de la communauté de communes du canton d'Antrain avec la communauté de communes du Coglais, étendue à Romazy, issue de la communauté de communes du Pays d'Aubigné.
Le 1er janvier 2019, les communes d’Antrain, La Fontenelle, Saint-Ouen-la-Rouërie et Tremblay fusionnent pour constituer la commune nouvelle de Val-Couesnon et celles de Baillé et Saint-Marc-le-Blanc fusionnent également sous le nom de Saint-Marc-le-Blanc.

## Territoire communautaire

### Géographie
Située dans le nord  du département d'Ille-et-Vilaine, la communauté de communes Couesnon Marches de Bretagne regroupe 15 communes et s'étend sur 397,5 km2.

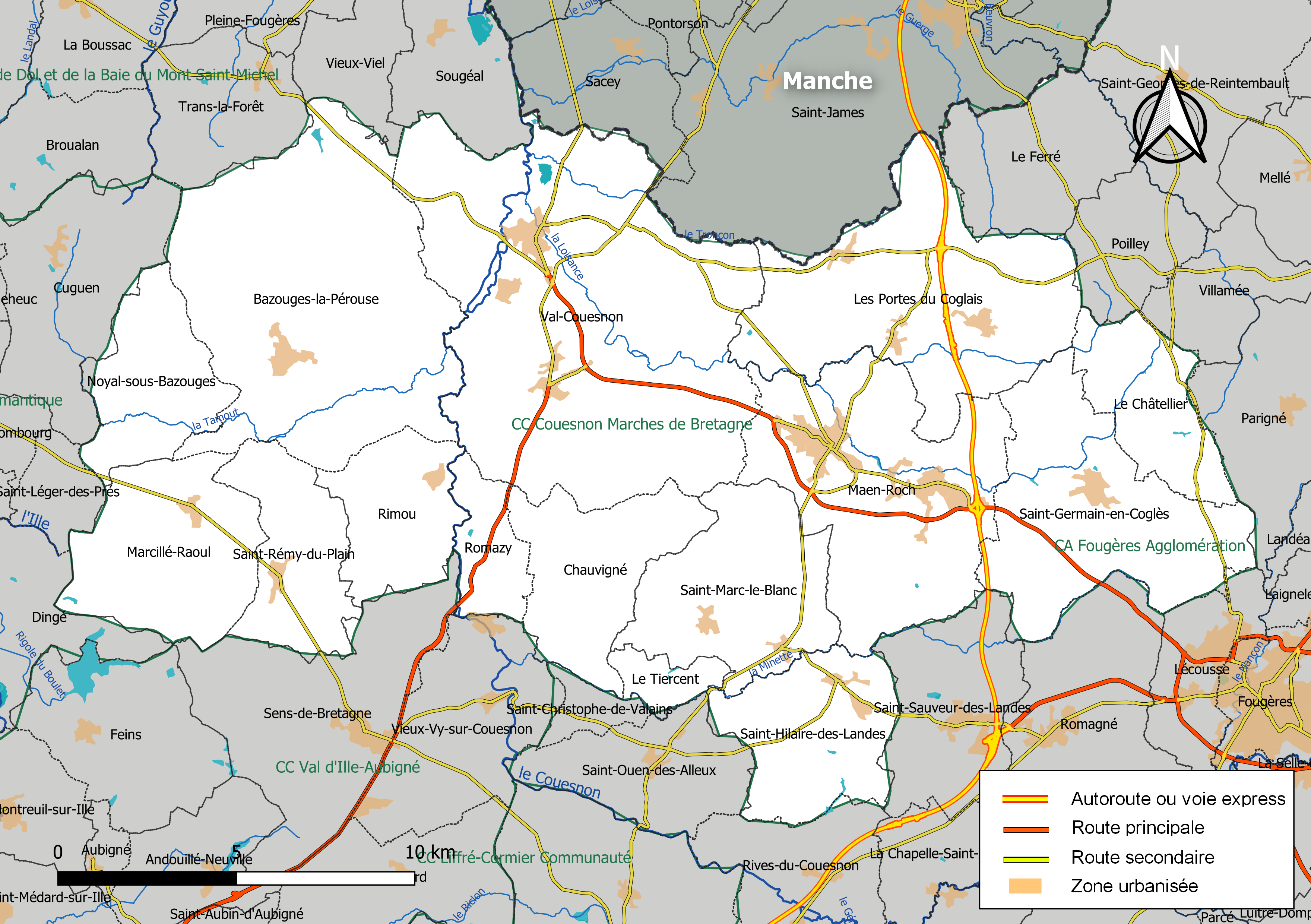
Carte de la communauté de communes Couesnon Marches de Bretagne au 1er janvier 2019.

### Composition

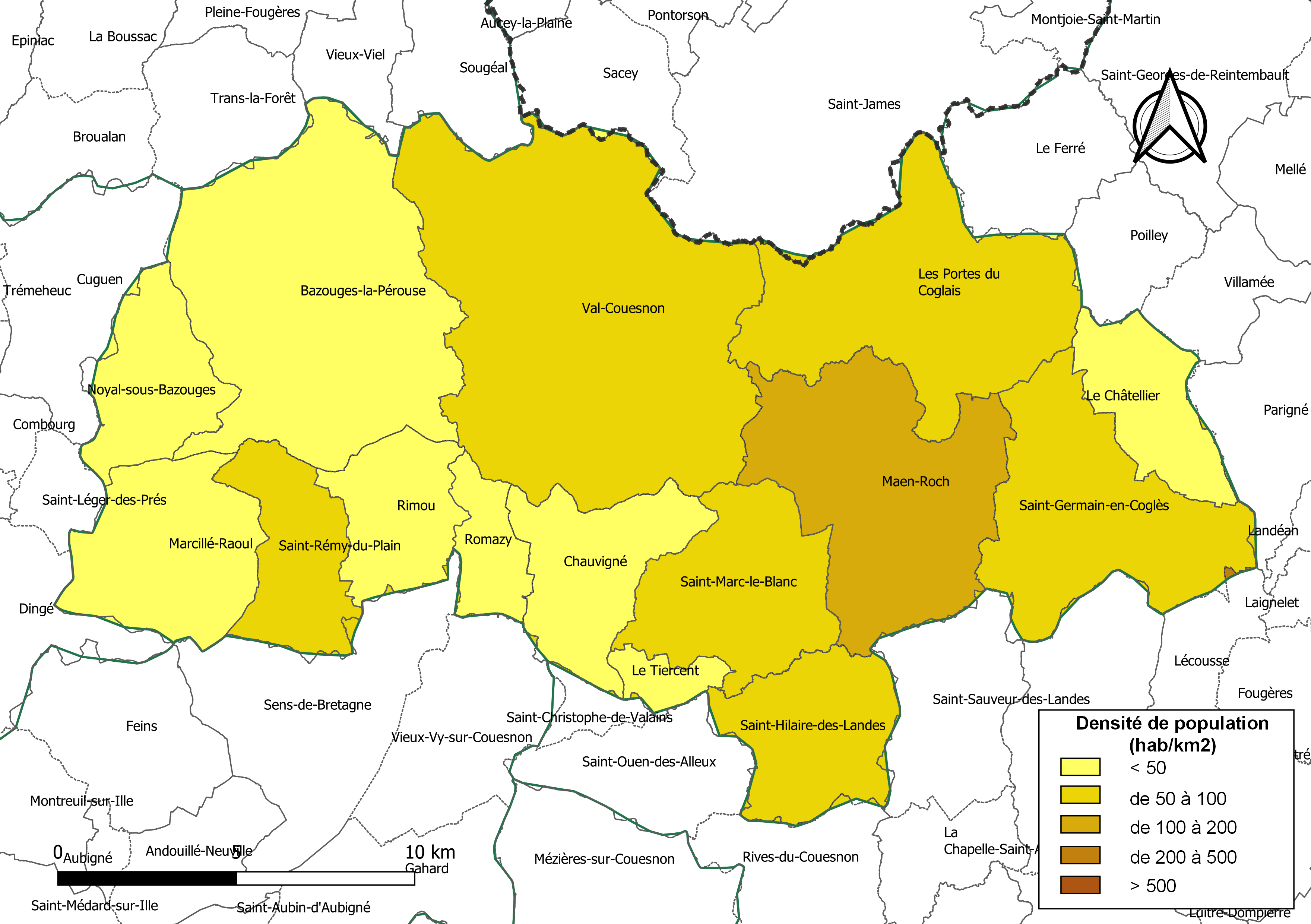
Carte des densités de population (millésimée 2016) des communes de l'intercommunalité Couesnon Marches de Bretagne. Composition en communes au 1er janvier 2019.

La communauté de communes est composée des 15 communes suivantes :

| Nom                      | Code Insee | Gentilé        | Superficie (km2) | Population (dernière pop. légale) | Densité (hab./km2) |
| ------------------------ | ---------- | -------------- | ---------------- | --------------------------------- | ------------------ |
| Maen Roch (siège)        | 35257      | Maenroquois    | 39,11            | 5 093 (2022)                      | 130                |
| Bazouges-la-Pérouse      | 35019      | Bazougeais     | 58,18            | 1 865 (2022)                      | 32                 |
| Le Châtellier            | 35071      | Castelliérains | 13,43            | 427 (2022)                        | 32                 |
| Chauvigné                | 35075      | Chauvignéens   | 17,71            | 807 (2022)                        | 46                 |
| Marcillé-Raoul           | 35164      | Marcilléens    | 22,41            | 737 (2022)                        | 33                 |
| Noyal-sous-Bazouges      | 35205      | Noyalais       | 14,83            | 382 (2022)                        | 26                 |
| Les Portes du Coglais    | 35191      |                | 40,71            | 2 235 (2022)                      | 55                 |
| Rimou                    | 35242      | Rimois         | 13,28            | 350 (2022)                        | 26                 |
| Romazy                   | 35244      | Romaziens      | 7,18             | 275 (2022)                        | 38                 |
| Saint-Germain-en-Coglès  | 35273      | Germanais      | 32,09            | 2 091 (2022)                      | 65                 |
| Saint-Hilaire-des-Landes | 35280      | Hilairiens     | 18,27            | 1 032 (2022)                      | 56                 |
| Saint-Marc-le-Blanc      | 35292      | Marcblaisiens  | 22,76            | 1 567 (2022)                      | 69                 |
| Saint-Rémy-du-Plain      | 35309      | Rémois         | 14,87            | 808 (2022)                        | 54                 |
| Le Tiercent              | 35336      | Tiercentois    | 3,7              | 194 (2022)                        | 52                 |
| Val-Couesnon             | 35004      |                | 79,01            | 4 084 (2022)                      | 52                 |

## Administration

### Siège
Le siège de la communauté de communes est à Maen Roch (dans la commune déléguée de Saint-Étienne-en-Coglès), parc d'activités Coglais Saint-Eustache.

### Conseil communautaire
Les 39 conseillers titulaires sont ainsi répartis selon le droit commun comme suit : 
| Nombre de délégués | Communes                                                                 |
| ------------------ | ------------------------------------------------------------------------ |
| 7                  | Maen Roch                                                                |
| 6                  | Val-Couesnon                                                             |
| 4                  | Les Portes du Coglais                                                    |
| 3                  | Bazouges-la-Pérouse, Saint-Germain-en-Coglès, Saint-Marc-le-Blanc        |
| 2                  | Chauvigné, Marcillé-Raoul, Saint-Hilaire-des-Landes, Saint-Rémy-du-Plain |
| 1                  | Le Châtellier, Noyal-sous-Bazouges, Rimou, Romazy, Le Tiercent           |

### Élus
La communauté de communes est administrée par son conseil communautaire constitué en 2020 de 39 conseillers communautaires, qui sont des conseillers municipaux représentant chacune des communes membres.
À la suite des élections municipales de 2020 en Ille-et-Vilaine, le conseil communautaire du 16 juillet 2020 a élu son président, Christian Hubert, maire du Tiercent, ainsi que ses 11 vice-présidents.
|     | Attributions | Identité                   | Qualité                                         |
| --- | ------------ | -------------------------- | ----------------------------------------------- |
| 1er | -            | Emmanuel Houdus            | Maire de Val-Couesnon                           |
| 2e  | -            | Thomas Janvier             | Maire de Maen Roch                              |
| 3e  | -            | Jean-Claude Boulmer        | Maire de Marcillé-Raoul                         |
| 4e  | -            | Olivier Gaigne             | Maire de Saint-Marc-le-Blanc                    |
| 5e  | -            | Laëtitia Meignan           | 1re adjointe au maire de Saint-Rémy-du-Plain    |
| 6e  | -            | Aymar de Gouvion Saint-Cyr | Maire des Portes-du-Coglais                     |
| 7e  | -            | Pascal Hervé               | Maire de Bazouges-la-Pérouse                    |
| 8e  | -            | Daniel Helbert             | 1er adjoint au maire de Saint-Germain-en-Coglès |
| 9e  | -            | Françoise Blaise           | 2e adjointe au maire de Val-Couesnon            |
| 10e | -            | Jean-Frédéric Sourdin      | Conseiller municipal de Maen Roch               |
| 11e | -            | Jean-Yves Éon              | 1er adjoint au maire de Noyal-sous-Bazouges     |

### Liste des présidents
| Période         | Période         | Identité         | Étiquette | Qualité                                                         |
| --------------- | --------------- | ---------------- | --------- | --------------------------------------------------------------- |
| janvier 2017    | 16 juillet 2020 | Louis Dubreil    | DVG       | Maire de Maen-Roch (2017 → 2020) Conseiller général (1998-2015) |
| 16 juillet 2020 | En cours        | Christian Hubert | SE        | Maire du Tiercent (2009 → )                                     |

### Compétences
L'intercommunalité exerce les compétences qui lui ont été transférées par les communes membres, dans les conditions définies par le code général des collectivités territoriales. Ces compétences ont évolué à plusieurs reprises.

### Régime fiscal et budget
Le régime fiscale de la communauté de communes est la fiscalité professionnelle unique (FPU).